# Long Pelion Trail
De Long Pelion Trail is een langeafstandswandelpad op het schiereiland Pilion in Griekenland. De bewegwijzerde route van 168 kilometer werd ontworpen door alpinist Nikos Magitsis. De wandelroute loopt langs de kust en door de bergen van Pilion.